# Poa howellii
Poa howellii är en gräsart som beskrevs av George Vasey och Frank Lamson Scribner. Poa howellii ingår i släktet gröen, och familjen gräs. Inga underarter finns listade i Catalogue of Life.